# Jean-René Ruez
Jean-René Ruez est un commissaire de police français qui a enquêté sur le massacre de Srebrenica, génocide ethnique commis contre des musulmans Bosniaques lors de la guerre de Bosnie.
Grâce à ses efforts, plusieurs responsables ont été identifiés : Radislav Krstić, Ratko Mladić et Radovan Karadžić, entre autres.

## Biographie
Enfant, sa mère étant allemande, il cherche à comprendre pourquoi les nazis avaient exterminé autant de Juifs. 
En 1988, il est titularisé dans le corps des commissaires de police à l'issue de sa scolarité à l'École nationale supérieure de la police (38e promotion).
Il est affecté dans différents services de police judiciaire, et notamment à la brigade de répression du crime à Nice.
Au début de 1995, le gouvernement français demande des volontaires pour enquêter sur de supposés génocides commis en Bosnie-Herzégovine. Il pose sa candidature et s'envole quelques semaines plus tard pour cette région dévastée en tant que responsable de la commission d'enquête mandatée par le Tribunal pénal international pour l'ex-Yougoslavie. 
Son enquête sur le massacre commence le 20 juillet 1995 à Tuzla, situé à environ cinquante kilomètres de Srebrenica. Des rumeurs circulent comme quoi des hommes en âge de combattre ont été sommairement et systématiquement abattus. En interrogeant les rescapés du massacre de Srebrenica, il découvre que ce dernier était planifié et que les casques bleus néerlandais présents sur place ont fermé les yeux.
Le policier doit non seulement trouver les preuves du massacre dans un pays dévasté, mais doit aussi faire face aux pouvoirs établis, lesquels n'ont pas été limogés à la suite de la guerre. Malgré une force d'occupation de 70 000 hommes de l'Otan, il doit manœuvrer en tenant compte des mines et de francs-tireurs serbes, qui, apparemment, souhaitaient éliminer les enquêteurs, arrêtés en avril 1996 par des soldats américains.
En mars 2000, il témoigne devant le TPI en présentant différents documents (photos et films), expliquant la chronologie du massacre de plus de 7 000 personnes. Ce procès voit la condamnation de dix personnes. En février 2001, il témoigne devant une commission d'enquête de l'Assemblée nationale française.
Après six ans d'enquêtes, éprouvantes pour lui, il prend un long congé avant de reintégrer les forces policières françaises en 2003.
En 2005, il relate ses expériences devant différents groupes : écoliers, experts, universitaires ou policiers.
En 2006, il participe au reportage Srebrenica, plus jamais ça! de Morad Aït-Habbouche et Hervé Corbière, en relatant l'enquête qu'il a menée pour le TPI.

## Filmographie
- (en) Srebrenica, a Cry from the Grave - Documentaire télévisuel, PBS
- (fr) Les Tambours de Srebrenica - Roman Graphique, Philippe Lobjois